# Ella Fitzgerald
Ella Fitzgerald (Newport News, Virginia, 25. travnja 1917. – Beverly Hills, Kalifornija, 15. lipnja 1996.) američka je pjevačica jazz glazbe.
Bila je siroče, te je dio djetinjstva provela u sirotištu. Arie Hendrix, kći Johna Hendrixa, reći će da je Ella bila drago, stidljivo i pažljivo stvorenje, zbog čega će biti omiljena. Imala je fleksibilan glas, pa je mogla pjevati blues, soft jazz i be-bop, te imitirati životinje i pojedine glazbene instrumente.
Surađivala je s nizom velikana glazbe, a često je nastupala s Louisom Armstrongom, s triom O. Petersona i drugima. Gostovala je širom svijeta te svojim osebujnim i vrlo izražajnim pjevanjem postala uzorom u interpretacijama bluesa i be-bopa.
Osvojila je 13 Grammya, u karijeri dugoj čak 55 godina. Raspon glasa bio joj je impresivne 3 oktave.
Umrla je od posljedica dijabetesa.

## Zanimljivosti
"Izum" "nove vrste poezije, "poezije bez riječi" ili zvučnih pjesama (lautgedichte)", kako su proglasili Hugo Ball i drugi početkom dvadesetog stoljeća, paralelan je u radu jazz umjetnika iz Louisa Armstrong do danas. Pojava scat pjevanja - za koju je zaslužan Armstrong - dogodila se u desetljeću nakon Balla i Dade, istodobno s glazbenim/verbalnim ostvarenjem jednako važne Schwittersove Ur sonate.
Kao nepriznati oblik lautgedichte, scat pjevanje doseglo je vrhunac složenosti i spontanosti (potonja je definitivna karakteristika dade u formulaciji Tristana Tzare iz 1918.) u improvizacijama Elle Fitzgerald. U djelu poput ove transformacije Lady Be Good, ona napušta upečatljive i razigrano banalne tekstove Ire Gershwina kako bi stvorila novo i beskompromisno umjetničko djelo. Prijelaz s riječi na vokabule bez riječi podudara se s prikazom Michaela McClurea o napredovanju u njegovim Tantrama duhova: njegovog vlastitog posebnog oblika zvučanja: "Počinje na engleskom i pretvara se u jezik zvijeri." Od svih ovih manifestacija verbalne zvučne umjetnosti dvadesetog stoljeća, Fitzgeraldova je, ovdje i drugdje, zasigurno najdinamičnija i najustrajnija.